# 636년

## 연호
- 당(唐) 정관(貞觀) 10년
- 신라(新羅) 인평(仁平) 3년

## 기년
- 당(唐) 태종(太宗) 10년
- 신라(新羅) 선덕여왕(善德女王) 5년
- 고구려(高句麗) 영류왕(榮留王) 19년
- 백제(百濟) 무왕(武王) 37년

## 사건
- 8월 19일 동로마 제국, 야르무크 전투에서 이슬람에 대패하다.
- 동로마 제국, 이슬람에 다마스쿠스를 빼앗기다.

## 탄생
- 당나라(唐羅羅)의 무신(武臣) 이경업(李敬業)

## 사망
- 당 태종의 황후 문덕황후(文德皇后)